# La Baie de Sainte-Adresse
La Baie de Sainte-Adresse est un tableau réalisé par le peintre français Raoul Dufy en 1906. De format horizontal, cette huile sur toile est une marine qui représente la baie formée par la côte normande entre Le Havre et Sainte-Adresse, en Seine-Maritime. Au premier plan, plusieurs figures tournent le dos au spectateur, parmi lesquelles un pêcheur à la ligne. Exposée au Salon des indépendants l'année de sa création, l'œuvre passe entre les mains de Maurice Denis, et bien plus tard d'Alain Delon. Elle est conservée au sein d'une collection privée après avoir été vendue via Bonhams en 2023.